# Monte Blue

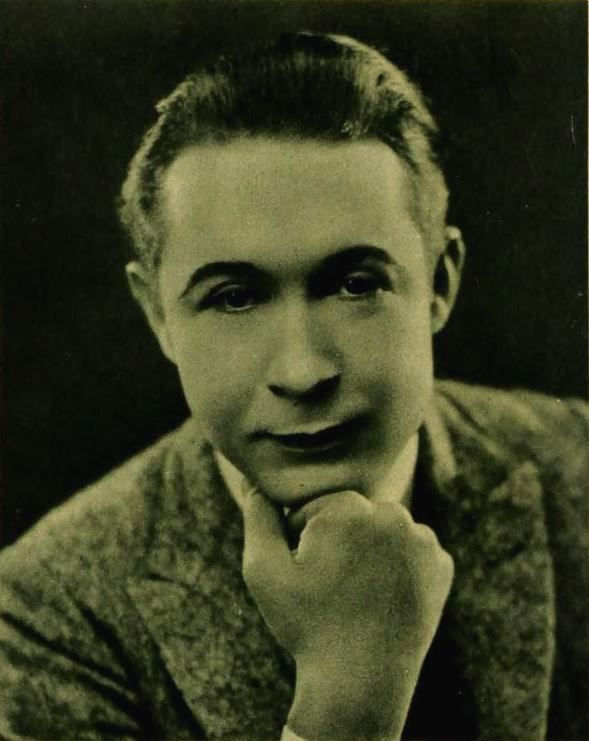
Retrat de l'actor de 1921

Monte Blue (Indianapolis, 11 de gener de 1887– Milwaukee, 18 de febrer de 1963) va ser un actor de cinema amb una carrera que es desenvolupà durant 5 dècades del segle xx. Fou cèlebre sobretot pels seus papers de galant durant l’època del cinema mut. A partir de l’arribada del sonor va passar a fer papers secundaris, sovint sense aparèixer als crèdits, sobretot en westerns fent papers d’indi o de mexicà.

## Biografia
Gerard Montgomery Blue va néixer el 1997 a Indianapolis. La seva mare, Orphalena Lousetta Springer, era d’ascendència irlandesa i el seu pare, William Jackson Blue, d’ascendència part francesa i part Cherokee i Osage, va ser un veterà de la guerra civil nord-americana que serví com a escolta per a Buffalo Bill. El seu pare va morir quan era petit en un accident de ferrocarril i la seva mare de no es podia fer càrrec dels fills per lo que aquests es van educar a la “Soldiers and Sailors Orphan Home” a Knightstown (Indiana). Tot i això va aconseguir arribar a estudiar a la Universitat de Purdue. Va treballar en una gran varietat de feines abans de dedicar-se a transcriure guions i fer d’extra i d'especialista en pel·lícules per a D.W. Griffith el 1915. La primera pel·lícula en que va participar fou “El naixement d'una nació” (1915).
Gradualment va anar aconseguint papers secundaris per a D. W. Griffith i després d’haver participat en algunes pel·lícules de la Paramount i l’Artcraft, va signar un contracte amb la Famous Players-Lasky Corporation. Participaria en diverses pel·lícules amb Cecil B. DeMille com "The Squaw Man" (1918), "Something to Think About" (1920), o "The Affairs of Anatol" (1921) fins a aconseguir el seu primer paper important com a Danton a “Orphans of the Storm” (1921) de Griffith. A partir d’aquell moment va esdevenir una estrella romàntica que actuava amb actrius de primera línia com Clara Bow, Gloria Swanson o Norma Shearer però amb l’actriu que més sovint es va associar durant els anys va ser Marie Prevost.

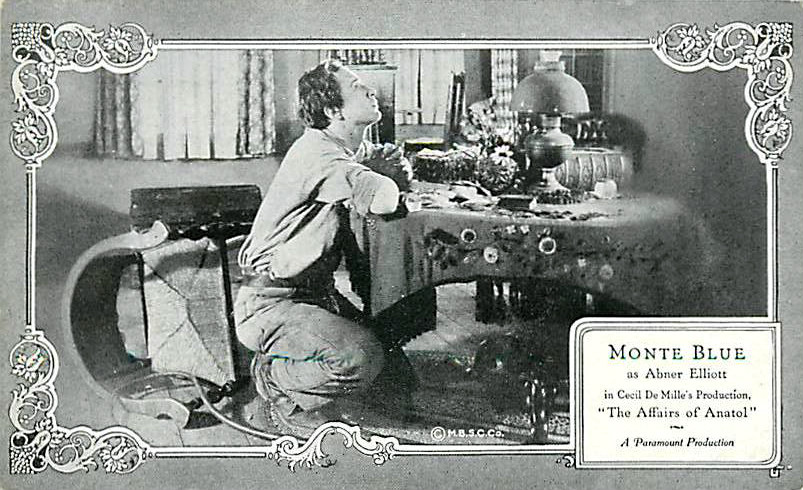
Monte Blue a "The Affairs of Anatol" (1922)

Amb l’arribada del cinema sonor Blue va continuar com a actor però de mica en mica va haver d’agafar rols menys importants. A més a més va perdre les seves inversions en el crac del 1929. A partir d’aquell moment i fins al moment de la seva retirada es va especialitzar en papers secundaris en westerns, interpretant tot sovint papers d’indis o de mexicans. Contractat per la Warner Brothers va acabar sent relegat a papers d’extra en la majoria de pel·lícules. Entre les pel·lícules de la darrera època destaquen "Cayo Largo" (1948) o "Apache" (1954). Va morir a l’hospital de Milwaukee d’un atac de cor el 18 de febrer de 1963 mentre treballava com a agent del Hamid-Morton Circus.

## Filmografia

### Cinema mut
- El naixement d'una nació (1915) (no surt als crèdits)
- The Absentee (1915)
- The Wild Girl from the Hills (1915)
- Ghosts (1915)
- The Noon Hour (1915)
- Editions de Luxe (1915)
- For His Pal (1915)
- Hidden Crime (1915)
- The Family Doctor (1915)
- Martyrs of the Alamo (1915) (no surt als crèdits)
- The Price of Power (1916) (no surt als crèdits)
- The Man Behind the Curtain (1916) (no surt als crèdits)
- The Devil's Needle (1916) (no surt als crèdits)
- Hell-to-Pay Austin (1916) (no surt als crèdits)
- Intolerance (1916)
- The Vagabond Prince (1916) (no surt als crèdits)
- The Microscope Mystery (1916)
- The Matrimaniac (1916) (no surt als crèdits)
- Jim Bludso (1917)
- Besty's Burglar (1917)
- Hands Up! (1917)
- Wild and Woolly (1917) (no surt als crèdits)
- Betrayed (1917)
- The Man from Painted Post (1917)
- The Ship of Doom (1917)
- The Red, Red Heart (1918)
- Riders of the Night (1918)
- M'Liss (1918)
- The Only Road (1918)
- Hands Up (1918)
- Till I Come Back to You (1918)
- Johanna Enlists (1918)
- The Romance of Tarzan (1918)
- The Eyes of Mystery (1918) (no surt als crèdits)
- The Goddess of Lost Lake (1918) (no surt als crèdits)
- The Squaw Man (1918)
- Romance and Arabella (1919)
- Pettigrew's Girl (1919)
- Rustling a Bride (1919)
- Told in the Hills (1919)
- In Mizzoura (1919)
- Everywoman (1919)
- Too Much Johnson (1919)
- The Thirteenth Commandment (1920)
- A Cumberland Romance (1920)
- Something to Think About (1920)
- The Jucklins (1921)
- The Kentuckians (1921)
- A Perfect Crime (1921)
- A Broken Doll (1921)
- Moonlight and Honeysuckle (1921)
- The Affairs of Anatol (1921)
- Orphans of the Storm (1921)
- Peacock Alley (1922)
- My Old Kentucky Home (1922)
- Broadway Rose (1922) y
- The Tents of Allah (1923)
- Brass (1923)
- Main Street (1923)
- The Purple Highway (1923)
- Defying Destiny (1923)
- Lucretia Lombard (1923)
- The Marriage Circle (1924)
- Loving Lies (1924)
- Mademoiselle Midnight (1924)
- How to Educate a Wife (1924)
- Daughters of Pleasure (1924)
- Revelation (1924)
- Being Respectable (1924)
- Her Marriage Vow (1924)
- The Lover of Camille (1924)
- The Dark Swan (1924)
- Recompense (1925)
- Kiss Me Again (1925)
- The Limited Mail (1925)
- Red Hot Tires (1925)
- Hogan's Alley (1925)
- The Man Upstairs (1926)
- Other Women's Husbands (1926)
- So This Is Paris (1926)
- Across the Pacific (1926)
- Wolf's Clothing (1927)
- The Brute (1927)
- Bitter Apples (1927)
- The Black Diamond Express (1927)
- The Bush Leaguer (1927)
- One Round Hogan (1927)
- Brass Knuckles (1927)
- Across the Atlantic (1928)

### Cinema sonor
- White Shadows in the South Seas (1928)
- Conquest (1928)
- The Greyhound Limited (1929)
- No Defense (1929)
- From Headquarters (1929)
- Skin Deep (1929)
- The Show of Shows (1929)
- Isle of Escape (1930)
- Those Who Dance (1930)
- The Flood (1931)
- The Big Gamble (1931) (no surt als crèdits)
- The Stoker (1932)
- Officer Thirteen (1932)
- The Thundering Herd (1933)
- The Intruder (1933)
- Come on Marines (1934)
- The Last Round-Up (1934)
- Wagon Wheels (1934)
- Student Tour (1934)
- The Lives of a Bengal Lancer (1935)
- On Probation (1935)
- G Men (1935)
- Social Error (1935)
- The Test (1935)
- Trails of the Wild (1935)
- Wanderer of the Wasteland (1935)
- Hot Off the Press (1935)
- Nevada (1935)
- Desert Gold (1936)
- Treachery Rides the Range (1936)
- Undersea Kingdom (1936, Serial)
- Prison Shadows (1936)
- Mary of Scotland (1936)
- Ride, Ranger, Ride (1936)
- The Plainsman (1936) (no surt als crèdits)
- Song of the Gringo (1936)
- A Million to One (1937)
- Secret Agent X-9 (1937)
- The Outcasts of Poker Flat (1937)
- Rootin' Tootin' Rhythm (1937)
- High, Wide and Handsome (1937) (no surt als crèdits)
- Souls at Sea (1937)
- Sky Racket (1937)
- Thunder Trail (1937)
- Senyoreta en desgràcia (1937) (no surt als crèdits)
- Born to the West (1937)
- Amateur Crook (1937)
- The Big Broadcast of 1938 (1938) (no surt als crèdits)
- Cocoanut Grove (1938) (no surt als crèdits)
- The Great Adventures of Wild Bill Hickok (1938)
- Rebellious Daughters (1938)
- Spawn of the North (1938) (no surt als crèdits)
- The Mysterious Rider (1938)
- King of Alcatraz (1938)
- Touchdown, Army (1938) (no surt als crèdits)
- Illegal Traffic (1938)
- Hawk of the Wilderness (1938)
- Tom Sawyer, Detective (1938)
- Dodge City (1939)
- Frontier Pony Express (1939)
- Juarez (1939)
- Union Pacific (1939) (no surt als crèdits)
- Port of Hate (1939)
- Our Leading Citizen (1939)
- Geronimo (1939)
- Days of Jesse James (1939)
- Road to Singapore (1940) (no surt als crèdits)
- Mystery Sea Raider (1940)
- A Little Bit of Heaven (1940)
- Young Bill Hickok (1940)
- North West Mounted Police (1940) (no surt als crèdits)
- Texas Rangers Ride Again (1940)
- Arkansas Judge (1941)
- The Great Train Robbery (1941)
- Scattergood Pulls the Strings (1941)
- Riders of Death Valley (1941)
- Sunset in Wyoming (1941)
- Citadel of Crime (1941) (no surt als crèdits)
- Bad Man of Deadwood (1941)
- King of the Texas Rangers (1941)
- New York Town (1941) (no surt als crèdits)
- Sullivan's Travels (1941) (no surt als crèdits)
- Law of the Timber (1941)
- Pacific Blackout (1941) (no surt als crèdits)
- Treat 'Em Rough (1942)
- North to the Klondike (1942)
- The Remarkable Andrew (1942) (no surt als crèdits)
- Reap the Wild Wind (1942) (no surt als crèdits)
- Klondike Fury (1942)
- My Favorite Blonde (1942) (no surt als crèdits)
- The Great Man's Lady (1942) (no surt als crèdits)
- Secret Enemies (1942)
- The Palm Beach Story (1942) (no surt als crèdits)
- Across the Pacific (1942)
- The Forest Rangers (1942) (no surt als crèdits)
- M'he casat amb una bruixa (1942) (no surt als crèdits)
- The Hidden Hand (1942) (no surt als crèdits)
- Road to Morocco (1942) (no surt als crèdits)
- Gentleman Jim (1942) (no surt als crèdits)
- Casablanca (1942) (no surt als crèdits)
- The Hard Way (1943) (no surt als crèdits)
- Truck Busters (1943)
- Edge of Darkness (1943) (no surt als crèdits)
- Mission to Moscow (1943) (no surt als crèdits)
- Action in the North Atlantic (1943) (no surt als crèdits)
- Pilot No. 5 (1943) (no surt als crèdits)
- Thank Your Lucky Stars (1943) (no surt als crèdits)
- Northern Pursuit (1943)
- Passatge a Marsella (1944) (no surt als crèdits)
- The Adventures of Mark Twain (1944) (no surt als crèdits)
- The Mask of Dimitrios (1944)
- Janie (1944) (no surt als crèdits)
- The Conspirators (1944) (no surt als crèdits)
- The Horn Blows at Midnight (1945) (no surt als crèdits)
- Escape in the Desert (1945) (no surt als crèdits)
- Danger Signal (1945) (no surt als crèdits)
- Saratoga Trunk (1945) (no surt als crèdits)
- San Antonio (1945)
- Cinderella Jones (1946)
- A Stolen Life (1946) (no surt als crèdits)
- Her Kind of Man (1946) (no surt als crèdits)
- Janie Gets Married (1946) (no surt als crèdits)
- Two Guys from Milwaukee (1946) (no surt als crèdits)
- Shadow of a Woman (1946)
- Never Say Goodbye (1946) (no surt als crèdits)
- Humoresque (1946) (no surt als crèdits)
- The Time, the Place and the Girl (1946) (no surt als crèdits)
- The Man I Love (1947) (no surt als crèdits)
- The Unfaithful (1947) (no surt als crèdits)
- That Way with Women (1947)
- Bells of San Fernando (1947)
- Stallion Road (1947) (no surt als crèdits)
- Amor que mata (1947)
- Cheyenne (1947)
- La vida amb el pare (1947)
- My Wild Irish Rose (1947) (no surt als crèdits)
- Silver River (1948)
- The Big Punch (1948) (no surt als crèdits)
- Cayo Largo (1948)
- Two Guys from Texas (1948)
- Johnny Belinda (1948) (no surt als crèdits)
- Adventures of Don Juan (1948) (no surt als crèdits)
- Flaxy Martin (1949)
- South of St. Louis (1949)
- Homicide (1949)
- The Younger Brothers (1949)
- Colorado Territory (1949) (no surt als crèdits)
- Look for the Silver Lining (1949) (no surt als crèdits)
- The Fountainhead (1949) (no surt als crèdits)
- Ranger of Cherokee Strip (1949)
- The Big Wheel (1949)
- Montana (1950) (no surt als crèdits)
- The Blonde Bandit (1950)
- Backfire (1950) (no surt als crèdits)
- Colt . 45 (1950) (no surt als crèdits)
- The Iroquois Trail (1950)
- This Side of the Law (1950)
- Dallas (1950) (no surt als crèdits)
- Three Desperate Men (1951)
- Snake River Desperadoes (1951)
- Warpath (1951)
- Gold Raiders (1951)
- The Sea Hornet (1951)
- Rose of Cimarron (1952)
- The Story of Will Rogers (1952) (no surt als crèdits)
- El nus del penjat (1952)
- The System (1953) (no surt als crèdits)
- The Last Posse (1953) (no surt als crèdits)
- Ride, Vaquero! (1953) (no surt als crèdits)
- The Boy from Oklahoma (1954) (no surt als crèdits)
- Apache (1954)
- Adventures of the Texas Kid: Border Ambush (1954)